# Mariano Hermoso
Mariano Hermoso Palacios (finals del segle xix - principis del segle XX) fou un compositor espanyol del qual hi ha poques dades.
Fou director d'orquestra en diversos teatres de Madrid, especialment en el de la Zarzuela, i va escriure la música de nombroses obres, moltes de les quals en col·laboració amb el mestre Caballero.
Entre la seva producció principal cal citar les sarsueles següents:
- La víspera de la fiesta (1893);
- Los africanistas (1894);
- Los dineros del sacristán (1894);
- El domador de leones (1895);
- El padrino del nene (1896);
- Tortilla al ron (1896);
- Chico y chica (1896);
- La rueda de la fortuna (1896);
- El pillo de playa (1898);
- Aun hay patria, Veremundo (1898);
- El traje de luces (1899);
- Detrás del telón (1900);
- La perla de Oriente (1901);
- El rey de los aires (1902);
- La trapera (1902);
- El favorito del duque (1902) i moltes d'altres.